# Louis Armand (ingénieur)
Pour les articles homonymes, voir Louis Armand et Armand.
Louis Armand, né à Cruseilles (Haute-Savoie) le 17 janvier 1905 et mort le 30 août 1971 à Villers-sur-Mer (Calvados), est ingénieur, haut fonctionnaire et résistant français. 
Entré à la SNCF en 1938, il organise un groupe de résistance pendant l'Occupation. Il est fait compagnon de la Libération en 1944.
Il dirige la SNCF de 1955 à 1958, puis Euratom de 1958 à 1959.
Il est élu à l'Académie française en 1963.

## Parcours

### Formation
Les parents de Louis Armand sont instituteurs. Il est dispensé des classes de sixième et de cinquième, pour entrer directement en classe de quatrième au lycée Berthollet à Annecy, puis au lycée du Parc à Lyon, avant de poursuivre ses études supérieures à l’École polytechnique (promotion 1924). Il en sort deuxième et choisit le corps des Mines, et en 1926, il sort major de l’École des mines.

### Avant-guerre
À partir de 1929, il est ingénieur des Mines à Clermont-Ferrand où il se consacre à des travaux sur les eaux minérales, puis entre en 1934 à la Compagnie du chemin de fer Paris-Lyon-Méditerranée (PLM), dont il devient directeur général adjoint. En 1938, il devient ingénieur en chef de la SNCF nouvellement créée.

### Résistance NAP-fer
En février 1943, il organise le groupe « Résistance-fer » avec le soutien de Jean-Guy Bernard du réseau Noyautage des Administrations Publiques. Après l’arrestation de Jean-Guy Bernard en janvier 1944, il prend la direction du réseau secondé par Jean Marthelot. Le 25 juin 1944, Louis Armand est arrêté par la Gestapo. Il sort de la prison de Fresnes grâce à la libération de Paris et reçoit la Croix de la Libération par décret du 18 novembre 1944.

### Après-guerre, à la SNCF
En 1945, il est nommé directeur du service Central du Matériel à la SNCF ; puis directeur général adjoint en 1946 ; l'équipe dirigeante (président + directeur général) étant changée par le Gouvernement à la suite des grèves de 1948, il est nommé directeur général en juin 1949 ; il est président de la SNCF de 1955 à 1958. 
À la tête de la SNCF, il attache une grande importance à la recherche industrielle et est responsable d'innovations capitales dans le domaine de la traction ferroviaire. Il améliore le système de traitement des eaux d'alimentation des locomotives à vapeur et est à l'origine du choix de la traction électrique alimentée en courant alternatif à fréquence industrielle de 50 Hz. La locomotive intègre un transformateur abaisseur de tension qui alimente soit des moteurs directs (système abandonné par la suite), soit un convertisseur mono-triphasé suivi de moteurs triphasés, soit un redresseur (ou un convertisseur) suivi de moteurs à courant continu. La tension efficace, à la caténaire a été fixée à 20 puis 25 kV. La ligne Aix-les-Bains - La Roche-sur-Foron sert de ligne d'expérimentation. C'est le système d'électrification le plus récent, le plus performant, et le plus économique[réf. souhaitée], utilisé dans le monde entier, et sur les lignes à grande vitesse.  
De 1951 à 1959, il est aussi président de l'Union internationale des chemins de fer.  
En 1957, il crée la Société du tunnel sous la Manche et relance les études avec des Britanniques mais celles-ci n'aboutiront pas. 

### Carrière professionnelle post-1958
De janvier 1958 à février 1959, il préside la communauté européenne de l'énergie atomique (Euratom).
En février 1961, il est nommé président des Houillères de Lorraine (jusqu'en 1964).
Il est nommé secrétaire général de l'Union internationale des chemins de fer en 1961, qu'il avait présidée dans la décennie précédente.
Il devient, à partir de 1961, progressivement administrateur de sociétés privées : Air liquide, UBP, Degrémont, SKF, La Protectrice assurances.
En décembre 1962, il est nommé président de l'Association française de normalisation (AFNOR).

### Autres activités
Il est nommé au Conseil de perfectionnement de l'École polytechnique en 1953 ; il en prend la présidence à l'été 1956, avant d'en être remercié à l'été 1968. Il entre au Conseil d'administration de l'ENA en 1955 ; il y professe un cours d'initiation aux problèmes industriels de 1945 à 1967. Il est professeur de chemins de fer à l'école des Ponts et Chaussées de 1940 à 1949.
En 1960, il est un des rédacteurs du plan Rueff-Armand. Ce plan, préfigurant le Marché commun, alors en formation, et rédigé en collaboration avec Jacques Rueff, à la tête d'un comité d'experts ad hoc, recommande l'ouverture à la concurrence et la suppression des obstacles à l'expansion économique.
En décembre 1960, il est élu à l'Académie des sciences morales et politiques, avant d'être élu à l’Académie française le 13 juin 1963. C'est Jean Rostand qui fit la réponse au discours de réception.  
Il est élu le 29 mars 1971 à l'Académie des sciences, belles-lettres et arts de Savoie, avec pour titre académique Effectif (titulaire).

## Famille
En 1928, Louis Armand épouse Geneviève Gazel (1904-1984), fille d'un enseignant de Cruseilles. Quatre enfants naissent de cette union. 
- Louis Armand et Geneviève Marie Jeanne Gazel.
  - Maurice Henri Armand (1932-2011)[5]. Le 2 mai 1957, il épouse France Noël[3]. De ce mariage naissent trois enfants[3] :
    - Patrice Armand.
    - Valérie Armand épouse James Joubert.
    - Tanguy Armand.

  - Joseph Armand (1934) épouse Yvette Friedmann.
    - Jérôme Armand épouse Christine Terzakian
      - Antoine Armand (1991), haut-fonctionnaire et homme politique

  - Jeannine Louise Armand (1937-2004)[6] épouse Nicolas du Pré de Saint-Maur (1931-2018), X 1953, ingénieur général de l'armement[7],[8]. De ce mariage naissent quatre enfants :
    - Sabine du Pré de Saint-Maur épouse Jean-Marc Daillance, X 1977
      - Alexandre Daillance

    - Richard du Pré de Saint-Maur
    - Clotilde du Pré de Saint-Maur épouse Louis de Fouchécour, inspecteur général des Finances
    - Béatrice du Pré de Saint-Maur
      - Pauline Clauss
      - Hermine Clauss épouse Xavier Fontaine, X 2012
      - Dauphine Clauss

  - France-Marie Armand (1941). Le 19 février 1968, elle épouse Jean Lefebvre de Ladonchamps (1935-2020), ingénieur général de l'armement[9]. De ce mariage, naissent deux enfants[9] :
    - Jennifer Lefebvre de Ladonchamps épouse Arnaud Raimon.
    - Lorraine Lefebvre de Ladonchamps épouse Rainier d'Andlau de Cléron d'Haussonville.

## Œuvres
- 1958 : Savoie, Hachette, Collection « Les albums des guides bleus »
- 1959 : [préfacier] Découverte du Rail, Louis Delacarte, introduction de Louis Armand, Librairie Arthème Fayard
- 1961 : Plaidoyer pour l’avenir (en collaboration avec Michel Drancourt)
- 1961 : [préfacier] Expérience d'urbanisme provincial, Jacques Riboud, préface de Louis Armand (ingénieur), Éditions Mazarine
- 1965 : De la Savoie au Val d’Aoste par le tunnel du Mont-Blanc
- 1968 : Simples propos (Fayard).
- 1969 : Propos ferroviaires
- 1970 : [ouvr. coll.] L'Entreprise de demain. De la cybernétique à l’intéressement (en collaboration avec Michel Drancourt), Paris: L'Inter.
- 1971 : Le Pari européen (en collaboration avec Michel Drancourt)
- 1974 : Message pour ma patrie professionnelle (posthume)

## Contribution scientifique: le TIA
Louis Armand est à l'origine d'un procédé chimique destiné à éviter la formation de tartre dans les tuyauteries des locomotives à vapeur. Inventé dans les années 1940, ce procédé est appelé « traitement intégral Armand » (TIA). Il a été déployé avec succès sur le parc de locomotives à vapeur de la SNCF.

## Distinctions et honneurs

### Décorations nationales[10]
- Grand officier de la Légion d'honneur
- Compagnon de la Libération (décret du 18 novembre 1944)
- Croix de guerre 1939–1945
- Commandeur de l'ordre des Palmes académiques
- Commandeur de l'ordre du Mérite touristique (1954)[11]

### Décorations étrangères

#### Espagne
- Grand-croix de l'ordre d'Alphonse X le Sage

#### États-Unis
- Médaille de la Liberté[10]

#### Royaume-Uni
- Ordre de l'Empire britannique à titre civil Commandeur (CBE)[10]

### Hommages
Ont été nommés d'après lui : 
- Une rue du 15e arrondissement de Paris. Cette rue longe le boulevard périphérique. Elle est bordée par l'Aquaboulevard. La rue marque la limite avec Issy-les-Moulineaux
- Des rues également à  Annecy (Haute-Savoie), voie piétonne dans le quartier de Novel, à Ambilly (Haute-Savoie), à Asnières-sur-Seine (Hauts-de-Seine) dans le nouveau écoquartier Bords de Seine, à Brive-la-Gaillarde (Corrèze) dans le quartier du Breuil, à Méry (Savoie) dans la zone artisanale, à Saint-Quentin (Aisne) et à Seyssins (Isère),
- Un boulevard du 12e arrondissement de Marseille et la station de métro qui s'y trouve ;
- Une  place du 12e arrondissement de Paris, devant la gare de Lyon et une à Villers-sur-Mer (Calvados).
- Plusieurs lycées ou collèges : dans le 15e arrondissement de Paris, à Cruseilles (Haute-Savoie), Dreux (Eure-et-Loir), Eaubonne (Val-d'Oise), Chambéry (Savoie), Golbey (Vosges), Locminé (Morbihan), Petite-Rosselle (Moselle), Mulhouse (Haut-Rhin), Machecoul (Loire-Atlantique), Marseille, Nancy, Moulins-lès-Metz (Moselle), Nogent-sur-Marne (Val-de-Marne), Savigny-le-Temple (Seine-et-Marne), Villefranche-sur-Saône (Rhône),  Saint-Doulchard (Cher), Jeumont (Nord) et Yerres (Essonne) ;
- Quatre écoles maternelle et primaires : à Carquefou (Loire-Atlantique), Villeurbanne (métropole de Lyon), Seyssins (Isère) et Oyonnax (Ain) ;
- Une résidence étudiante Annecy-le-Vieux ;

L'administration postale française a émis un timbre à son effigie en 1981.